# Uliks Kotrri
Uliks Kotrri (Scutari, 21 giugno 1975) è un procuratore sportivo ed ex calciatore albanese, di ruolo centrocampista.

## Carriera

### Nazionale
Ha collezionato 3 presenze con la nazionale albanese.

## Palmarès

### Club

#### Competizioni nazionali
- Campionato albanese: 1

Vllaznia: 2000-2001
- Supercoppa d'Albania: 2

Vllaznia: 1998, 2001